# Nader Dahabi
Pour les articles homonymes, voir Nadir.
Nader Dahabi (ar: نادر الذهبي), né le 7 octobre 1946 à Amman, est un homme politique et militaire jordanien. Il est Premier ministre du 25 novembre 2007 au 14 décembre 2009.

## Biographie
En 1964, Dahabi rejoint l'armée de l'air jordanienne, et gravit les échelons jusqu'à devenir sous-commandant de l'armée de l'air dans le domaine de la logistique, de 1992 à 1994. Il est également le chef de la direction de la compagnie aérienne Royal Jordanian.
De 1996 à 1997, il préside l'Association internationale du transport aérien.
En 2001, il devient ministre des Transports au sein du gouvernement dirigé par le Premier ministre Faisal al-Fayez. En 2007, à la suite de la démission du Premier ministre Marouf al-Bakhit et à de nouvelles élections législatives, Dahabi devient Premier ministre.